# Riocorvo
Riocorvo è una località spagnola, frazione del municipio di Cartes, in Cantabria.